# José da Silva Mendes Leal
José da Silva Mendes Leal, född den 18 oktober 1820 i Lissabon, död den 22 augusti 1886 i Sintra, var en portugisisk statsman och skald.
Mendes Leal blev 1851 medlem av cortes, kort därpå utrikesminister och därefter chef för nationalbiblioteket i Lissabon. Efter att ha beklätt flera betydande politiska poster blev han 1871 minister i Madrid, var 1874-1883 ambassadör i Paris och återtog därefter ministerposten i Madrid. 
Som författare tillhörde han den så kallade ultraromantiska skolan, i vars verk den av Garrett och Herculano i Portugal införda romantiken så småningom urartar till tomhet och svulst. Mendes Leal höjer sig emellertid betydligt över de flesta av romantikens epigoner. 
Efter att ha debuterat som journalist verkade han som lyriker (Canticos 1858), romanförfattare och dramatiker. Bland hans romaner märks O que foram os Portuguezes, A flor do mar, Os mousqueteiros da Africa. Mendes Leal var även historiker och skrev bland annat Relacöes de Portugal com a curia romana (Fem delar). 
Hans omkring 25 dramatiska arbeten utgörs av melodramatiska skräckstycken, sociala deklamationspjäser, läsdramer och komedier. Till de mest kända hör Os dois renegados, O homem da mascara negra, Alva estrella, O poltre das Minas, Pedro, A escala social, O tio que vem do Brazil.